# Cayo Boca Grande
Cayo Boca Grande (en inglés: Boca Grande Key) es una isla de los Cayos de la Florida en el condado de Monroe, estado de la Florida, Estados Unidos. Está dentro de los límites del Refugio Nacional de Vida Silvestre de Key West (Key West National Wildlife Refuge).
Está ubicado en las islas periféricas de los Cayos de Florida, siendo la mayor y la más occidental de los Cayos de Mule (Mule Keys) que están a 9 millas (15 kilómetros) al oeste de Key West.